# Коврайська сільська рада
Ковра́йська сільська́ ра́да — адміністративно-територіальна одиниця та орган місцевого самоврядування в Золотоніському районі Черкаської області. Адміністративний центр — село Коврай.

## Загальні відомості
- Населення ради: 851 особа (станом на 2001 рік)

## Населені пункти
Сільській раді були підпорядковані населені пункти:
- с. Коврай

## Склад ради
Рада складалася з 12 депутатів та голови.
- Голова ради: Чорновол Василь Микитович
- Секретар ради: Шадловська Ольга Олександрівна

### Керівний склад попередніх скликань
| Прізвище, ім'я, по батькові | Основні відомості                                    | Дата обрання | Дата звільнення |
| --------------------------- | ---------------------------------------------------- | ------------ | --------------- |
| Чорновол Василь Микитович   | Сільський голова, 1950 року народження, безпартійний | 26.03.2006   | 31.10.2010      |
| Чорновол Василь Микитович   | Сільський голова, 1951 року народження, освіта вища  | 31.10.2010   |                 |

Примітка: таблиця складена за даними сайту Верховної Ради України

### Депутати
За результатами місцевих виборів 2010 року депутатами ради стали:

#### За суб'єктами висування
| Суб'єкт висування                         | Кількість обраних депутатів | %    |
| ----------------------------------------- | --------------------------- | ---- |
| Самовисування                             | 8                           | 66,7 |
| Партія промисловців і підприємців України | 1                           | 8,3  |
| Партія регіонів                           | 1                           | 8,3  |
| Політична партія «Наша Україна»           | 1                           | 8,3  |
| Соціалістична партія України              | 1                           | 8,3  |

#### За округами
| № округу                                  | Прізвище, ім'я, по батькові        | Дата визнання обраним | Освіта             | Партійна приналежність                | Відомості про обраного депутата                       |
| ----------------------------------------- | ---------------------------------- | --------------------- | ------------------ | ------------------------------------- | ----------------------------------------------------- |
| Партія промисловців і підприємців України |                                    |                       |                    |                                       |                                                       |
| 3                                         | Петько Ірина Василівна             | 04.11.2010            | вища               | позапартійна                          | Золотоні ська ЦРЛ, ренгенлабора нт                    |
| Партія регіонів                           |                                    |                       |                    |                                       |                                                       |
| 2                                         | Василенко Микола Сергійович        | 04.11.2010            | середня            | член Партії регіонів                  | Коврайський СБК, директор СБК                         |
| Політична партія «Наша Україна»           |                                    |                       |                    |                                       |                                                       |
| 10                                        | Нерух Галина Миколаївна            | 04.11.2010            | вища               | член Політичної партії «Наша Україна» | СТОВ"Па льмира", зоотехнік                            |
| Соціалістична партія України              |                                    |                       |                    |                                       |                                                       |
| 11                                        | Зоря Ольга Петрівна                | 04.11.2010            | середня            | позапартійна                          | ЗолотоніськийТериторіальнийцентр, соціальнийпрацівник |
| Самовисування                             |                                    |                       |                    |                                       |                                                       |
| 1                                         | Марченко Надія Григорівна          | 04.11.2010            | середня            | позапартійна                          | Коврайський НВК, техпращвник                          |
| 4                                         | Сергієнко Ігор Володимирович       | 04.11.2010            | середня спеціальна | позапартійний                         | тимчасово не працює                                   |
| 5                                         | Опалінська Валентина Олександрівна | 04.11.2010            | вища               | позапартійна                          | Ков райський НВК, вчитель                             |
| 6                                         | Кадук Леся Миколаївна              | 04.11.2010            | вища               | позапартійна                          | Ковраський НВК, вчитель                               |
| 7                                         | Клименко Едуард Григорович         | 04.11.2010            | вища               | позапартійний                         | ПСП"Пл ешкані", будівельник                           |
| 8                                         | Теницька Тетяна Анатоліївна        | 04.11.2010            | середня спеціальна | позапартійна                          | Коврайський НВ К, вихователь                          |
| 9                                         | Стрілець Микола Васильович         | 04.11.2010            | середня спеціальна | позапартійний                         | Золо тоніське УЕГ Г, слюсар                           |
| 12                                        | Шадловська Ольга Олександрівна     | 04.11.2010            | середня спеціальна | член Партії регіонів                  | Коврайська сільськарада, секретар                     |